# رود لوبرز
رود لوبرز (بالهولندية: Ruud Lubbers)‏ (7 مايو 1939 - 14 فبراير 2018) سياسي ودبلوماسي هولندي متقاعد وأحد قادة حزب النداء الديمقراطي المسيحي شغل منصب رئيس وزراء هولندا من 4 نوفمبر 1982 حتى 22 أغسطس 1994.

## روابط خارجية
- رود لوبرز على موقع مونزينجر (الألمانية)
- رود لوبرز على موقع إن إن دي بي (الإنجليزية)